# Pseudogriphoneura cormoptera
Pseudogriphoneura cormoptera är en tvåvingeart som beskrevs av Friedrich Georg Hendel 1907. Pseudogriphoneura cormoptera ingår i släktet Pseudogriphoneura och familjen lövflugor. Inga underarter finns listade i Catalogue of Life.